# ガラーシヤ
ガラーシヤ (ラテン文字:Galaosiyo, Galaasiya, Galaosiye、ウズベク語: Galaosiyo/Галаосиё、ロシア語: Галаасия) はウズベキスタン・ブハラ州の都市である。州都のブハラより北北東に約9kmの地点に位置する。2012年の人口は17,306人である。「ガラーシャ」と表記されることもある。

## 概要
1982年に設立された。ブハラ州の中心的な都市であるブハラの衛星都市としての役割を担っている。